# Ромуальд
Святой Ромуальд (Ромуальд, Равеннский, ок. 951 года — 19 июня 1027 года) — католический святой, монах, основатель конгрегации камальдулов.

## Биография
Первое из житий святого Ромуальда было написано Петром Дамиани приблизительно через 15 лет после смерти святого. Согласно ему, Ромуальд родился в Равенне в аристократической семье Онести. В молодости он вёл разгульный образ жизни. Глубокая внутренняя перемена в нём произошла в 20-летнем возрасте, когда Ромуальд стал свидетелем того, как его отец убил на дуэли человека. Ромуальд удалился в бенедиктинское аббатство Сант-Аполлинаре-ин-Классе. После некоторых колебаний Ромуальд принял там монашеские обеты.
Жизнь в аббатстве разочаровала молодого монаха, он хотел вести намного более строгий и аскетичный образ жизни, чем тот, которым жили в монастыре. Кроме того, призывы молодого монаха к исправлению нравов возбудили сильное недовольство братии. Через три года он покинул монастырь и переселился в окрестности Венеции, став отшельником. Компанию ему составил лишь пожилой монах Марин, ставший его духовным наставником.

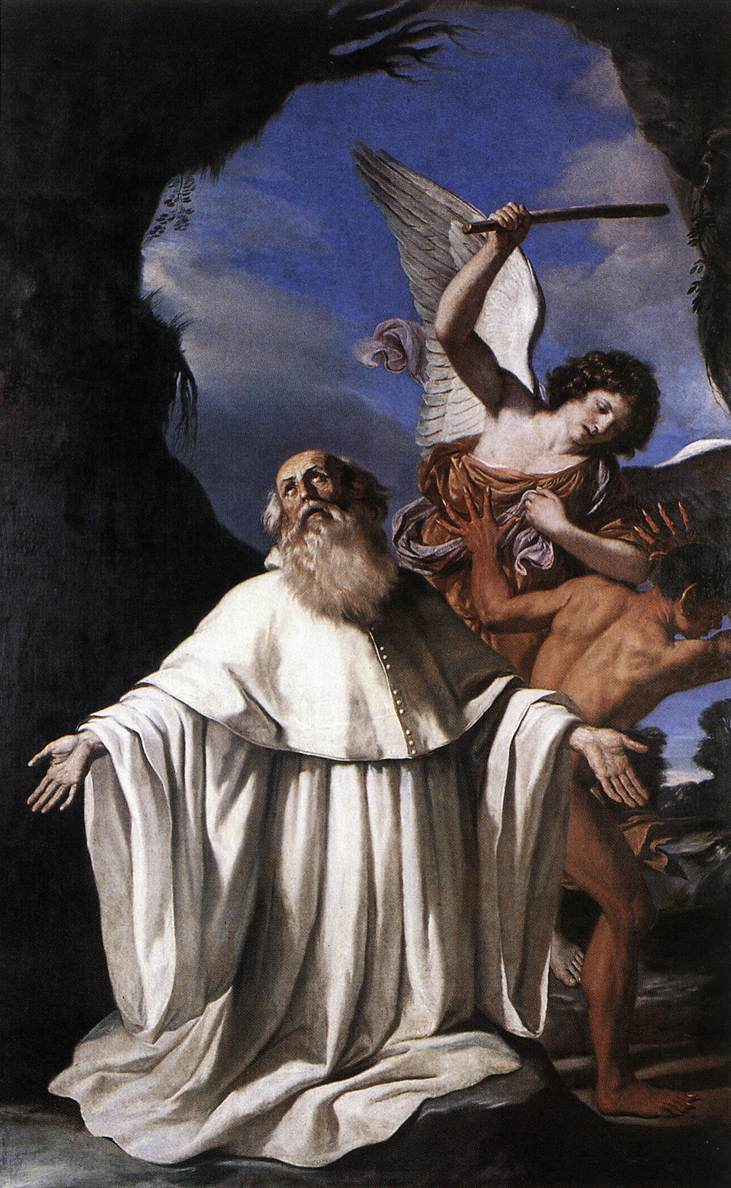
Гверчино. Святой Ромуальд

Вскоре Ромуальд приобрёл репутацию святого. В 978 году венецианский дож Пьетро Орсеоло после беседы с отшельником принял решение покинуть пост и стать монахом. Ромуальд и Марин сопровождали Пьетро Орсеоло в его путешествии в Каталонию, где Пьетро стал отшельником при аббатстве святого Михаила (Saint-Michel-de-Cuxa). Святой Ромуальд прожил около 5 лет в Каталонии в строгой аскезе, после чего вернулся в Италию. В этот период до императора Оттона III дошли слухи об аскете, которого почитают святым. Император настоял, чтобы Ромуальд стал аббатом некогда покинутого им монастыря Сант-Аполлинаре-ин-Классе. Оттон III надеялся с помощью авторитета святого осуществить реформу монашеской жизни.
Водворить желаемую строгость жизни в монастыре святой Ромуальд в конечном счёте так и не смог. Он боролся со своими монахами, проводил реформы в других монастырях, основывал новые, но мечтал об отшельнической жизни. В 999 году святой сложил с себя звание аббата и с несколькими учениками поселился в равеннских болотах. В марте 1001 года император Оттон III провёл Великий пост в Равенне. Для императора, изгнанного из Рима и глубоко переживавшего крушение своего замысла о восстановлении прежней Римской империи, Великий пост, проведённый в Сант-Аполлинаре-ин-Классе, стал временем духовного перелома. Святой Ромуальд убеждал императора уйти из мира в монастырь (сохранились его пророческие слова: «Если пойдёшь на Рим, то не увидишь более Равенны»), и Оттон III всерьёз стал раздумывать об этом. Затем, под влиянием своих советников, Оттон III вернулся к политической жизни и стал готовить поход на Рим, но умер уже в следующем 1002 году.
В 1005 году святой Ромуальд переселился в Валь-ди-Кастро, где провёл в отшельничестве около двух лет, после чего продолжил свои странствования по Италии. Он хотел отправиться с миссией в Венгрию, но план не удался из-за внезапной болезни.
Около 1012 года Ромуальд прибыл в Тоскану, где основал «пустыню» (эремитский монастырь) Камальдоли неподалёку от города Ареццо. По легенде, некто Мальдоли имел видение монахов в белой одежде, восходящих на небо с места, где был основан монастырь; после чего даровал эту землю святому Ромуальду. По другой версии легенды, это видение было явлено самому святому Ромуальду. Земля получила имя Campus Maldoli или Camaldoli. Вместе с основанным чуть позднее Фонтебуоно Камальдоли стал ядром новой монашеской конгрегации камальдулов или камальдолийцев. После основания Камальдоли Ромуальд продолжал странствовать, в 1026 году он возвратился в Валь-ди-Кастро, где и умер годом позже.

## Монашеская реформа

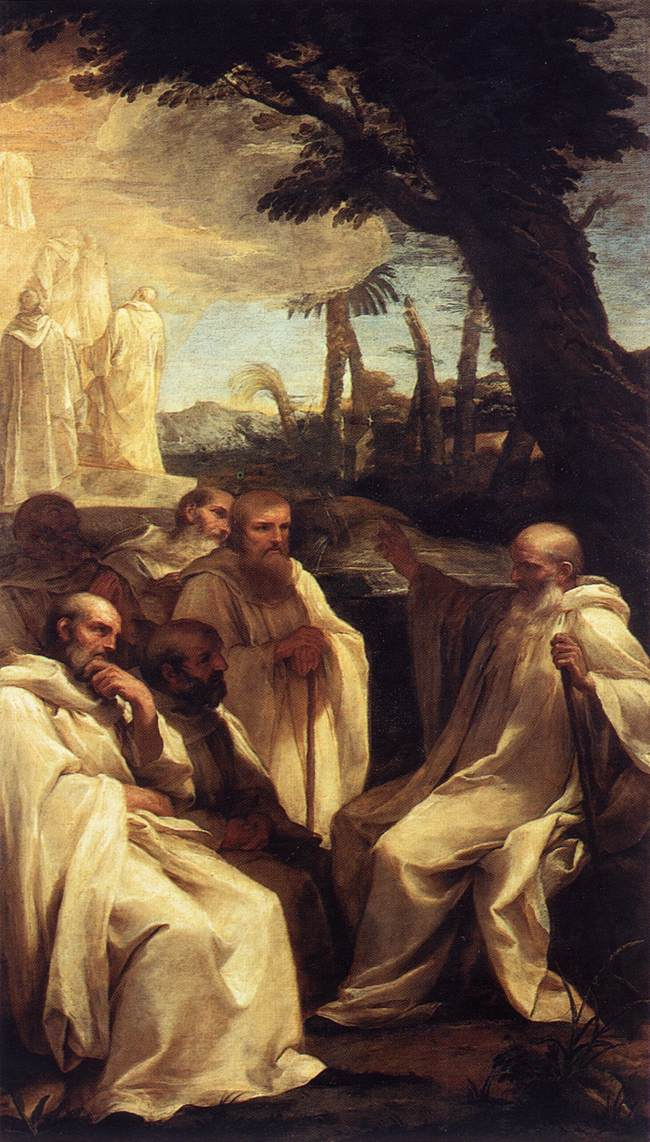
А. Сакки. Видение св. Ромуальда

Конец X века и весь XI век были периодом серьёзных изменений в западном монашестве. Кризис традиционного бенедиктинского монашества, выразившийся в частности в ослаблении духовных и нравственных устоев монастырей, отходе от соблюдения духа и буквы устава святого Бенедикта Нурсийского, требовал радикальных реформ монашеской жизни. Первым этапом этих изменений стало Клюнийское движение, приведшее к созданию Клюнийской конгрегации, воплощавшей в себе реформированное бенедиктинское монашество. Вторым этапом стало появление новых монашеских орденов и конгрегаций, отличительной чертой которых был строгий устав (камальдулы, картезианцы, цистерцианцы и др.) Созданная святым Ромуальдом конгрегация камальдулов стала одной из первых монашеских общин такого рода.
Святой Ромуальд в молодости соприкоснулся с тремя различными школами западного монашества — равеннское аббатство Сант-Аполлинаре-ин-Классе было типичным бенедиктинским монастырём киновийного типа того времени, однако там уже сказывалось влияние Клюнийской реформы. Духовный наставник Ромуальда монах Марин был представителем старой школы монахов-эремитов, восходящей к традиции ирландских монахов-отшельников. Монастырь святого Михаила в Каталонии, который Ромуальд и Марин посетили около 978 года, имел весьма строгий устав, базировавшийся на традициях иберийского монашества. При создании своей собственной конгрегации святой Ромуальд интегрировал в её устав элементы всех этих традиций.
Камальдолийский устав был попыткой сочетать эремитское и киновийное направление монашества. В его основу был положен устав святого Бенедикта, соблюдаемый во всей его строгости, но усиленный новыми постановлениями, написанными под влиянием отшельнических практик. Братья жили в отдельных кельях, собираясь вместе лишь для богослужений, иные запирались навсегда. Обязательным элементом было соблюдение строгих аскетических практик — хождение босиком, воздержание от мяса и вина, ношение власяницы, обеты молчания, строгие посты, многочасовые чтения псалмов и Священного Писания.
Сам святой Ромуальд подавал пример аскетической жизни, он ежедневно питался горстью нута (турецкого гороха) и половинкой маленького хлеба и, как сообщает хронист, «жил в очень строгом воздержании от вина и острых приправ»

## Краткое правило св. Ромуальда

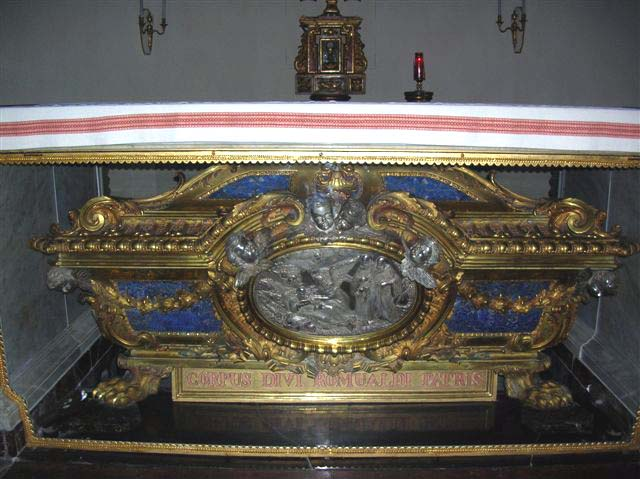
Мощи св. Ромуальда в Фабриано

- Пребывай в своей келье, как в раю. Пусть весь мир будет позади тебя, забудь его. Наблюдай за своими мыслями, как хороший рыбак наблюдает за рыбой. Путь, которым ты должен следовать, есть в Псалмах, никогда не оставляй его.
- Если только что пришёл в монастырь и несмотря на свою добрую волю ты не можешь до конца понять, что тебе нужно, используй любую возможность, чтобы петь псалмы в своём сердце и понимать их своим разумом.
- И если твой разум рассеивается, пока ты читаешь, не сдавайся. Поспешно вернись и снова проникни разумом в слова.
- Осознай прежде всего, что ты стоишь перед Богом и веди себя так, как ведёт себя человек, стоящий перед императором.
- Опустоши себя полностью и пребывай в ожидании, довольствуясь Божьей милостью, как птенец, который ничего не пробует и не ест, кроме того, что ему приносит мать.

## Почитание

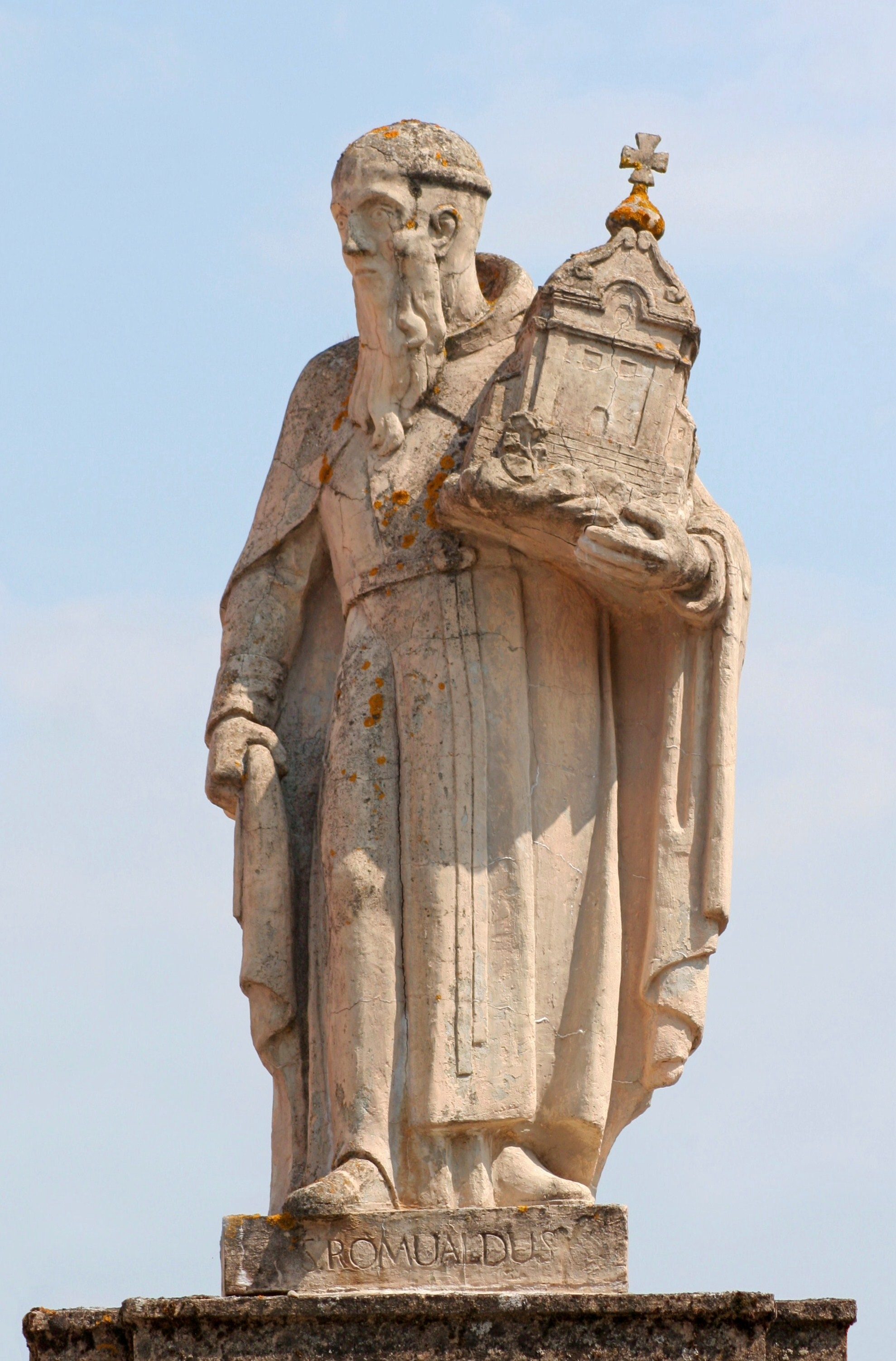
Памятник святому Ромуальду в Витри (Польша)

Святой Ромуальд почитался святым уже при жизни. В 1466 году его мощи были обретены нетленными, а в 1481 году они были перенесены в Фабриано. В 1594 году в Римский календарь была введена память св. Ромуальда 19 июня. Папа Климент VIII передвинул дату празднования на 7 февраля. В 1969 году при реформе календаря, память св. Ромуальда была вновь возвращена на день его смерти 19 июня.